# Orthobula impressa
Orthobula impressa är en spindelart som beskrevs av Simon 1897. Orthobula impressa ingår i släktet Orthobula och familjen flinkspindlar. Inga underarter finns listade i Catalogue of Life.